# Руслана Вжесневська
Русла́на-Олекса́ндра Рома́нівна Вжесне́вська — віце-президент Канадсько-Української Фундації (Canada Ukraine Foundation). Ерготерапевт, підприємець, громадська діячка.

## З життєпису
1979 року закінчила факультет реабілітаційної медицини університету Торонто. 1993 року ініціювала та розробила проєкт «Приятелі Дітей» (Help Us Help the Children) — при Канадському Фонді «Дітям Чорнобиля». Займається промоцією даної організації, що матеріально допомагає близько 200 сиротинцям в Україні гуманітарною поміччю, організовує літні та зимові пластові табори для дітей-сиріт. Організовує семінари та надає стипендії дітям-сиротам. 2006 року ініціювала створення Міжнародного благодійного фонду «Нове покоління».
Її брат Борис Вжесневський — політичний діяч, член парламенту Канади.

## Нагороди
- орден княгині Ольги ІІІ ступеня (2008)[1]
- Відзнака Президента України — ювілейна медаль «25 років незалежності України» (22 серпня 2016) — за вагомий особистий внесок у зміцнення міжнародного авторитету Української держави, популяризацію її історичної спадщини і сучасних надбань та з нагоди 25-ї річниці незалежності України[2]
- Золотий вогонь Пласту
- відзнака Посольства Канади в Україні
- нагрудний знак «За заслуги» І ступеня від Міністерства України з питань надзвичайних ситуацій